# Luigny
Luigny è un comune francese di 420 abitanti situato nel dipartimento dell'Eure-et-Loir nella regione del Centro-Valle della Loira.
Il territorio comunale è bagnato dalle acque del fiume Ozanne.

## Società

### Evoluzione demografica
Abitanti censiti